# Зелени заморац
Зелени заморац или афрички зелени мајмун (лат. Chlorocebus aethiops) је врста примата (Primates) из породице мајмуна Старог света (Cercopithecidae).

## Распрострањење
Ареал врсте је ограничен на мањи број држава. 
Присутна је у следећим државама: Судан, Етиопија, Џибути и Еритреја.

## Станиште
Станишта врсте су шуме, саване, ниска травната вегетација и речни екосистеми.

## Угроженост
Ова врста је наведена као последња брига, јер има широко распрострањење и честа је врста.